# Grand Marais (Michigan)
Pour les articles homonymes, voir Grand Marais.
Grand Marais est une communauté non incorporée située dans l’État américain du Michigan, dans le comté d'Alger, sur la rive sud-est du Lac Supérieur. Selon le recensement de 2000, sa population est de 350 habitants.
Le Pictured Rocks National Lakeshore se trouve entre Grand Marais et la ville de Munising.